# 매지컬 드롭
《매지컬 드롭》(Magical Drop, マジカルドロップ)은 일련의 퍼즐 게임 시리즈이다. 데이터 이스트가 처음 제작했으며 1995년 발매된 《매지컬 드롭》으로 시작해 1999년 《매지컬 드롭 F: 대모험도 만만치 않아!》까지 개발했다. 데이터 이스트 파산 이후로 여러 회사들이 판권을 구입해 제작했다.
게임플레이상 《뿌요뿌요》와 유사한 대전형 퍼즐 게임으로 화면에 있는 방울을 같은 색끼리 맞춰 없애며, 자신에게 있는 방울모듬이 화면 가장 아래에 닿는 플레이어측이 패배하는 방식으로 겨룬다. 방울을 놓을 시 연쇄로 없어지는 작용이 생기면 체인이 발생해 상대방에게 방울을 보내 공격할 수 있다. 플레이어 캐릭터들은 타로 카드에서 이름을 따온 것이 특징이다.

## 게임
| 1995      | 매지컬 드롭                          |
| 1996      | 매지컬 드롭 II                       |
| 1997      | 매지컬 드롭 III                      |
| 1998      |                                      |
| 1999      | 매지컬 드롭 F: 대모험도 만만치 않아! |
| 2000–2008 |                                      |
| 2009      | 매지컬 드롭 터치                     |
| 2010–2011 |                                      |
| 2012      | 매지컬 드롭 V                        |
| 2013–2022 |                                      |
| 2023      | 매지컬 드롭 VI                       |

## 역사
《매지컬 드롭》의 게임플레이는 러시아 개발사가 제작한 게임 《드롭 드롭》에 기반했으며 데이터 이스트가 판권을 구입해 시리즈를 시작했다.